# Castelo de Bonaguil

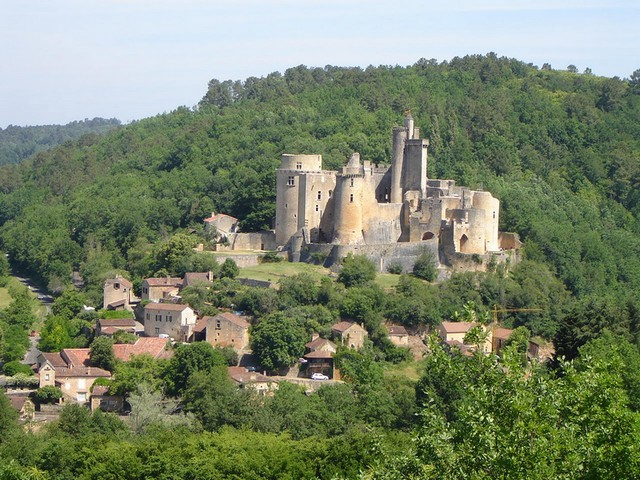
Château de Bonaguil, França: vista panorâmica.

O Château de Bonaguil localiza-se na charneira entre as regiões francesas de Périgord e Quercy, na comuna de Saint-Front-sur-Lémance, embora seja propriedade da comuna de Fumel, em Lot-et-Garonne. É uma fortificação medieval à qual foi acrescentado um paço no século XVIII, estando o conjunto classificado como Monumento Histórico da França desde 1862.
Durante a Idade Média, Bonaguil foi a sede de uma das quatro baronias do Périgord. O seu castelo, em posição dominante sobre a confluência de dois estreitos vales, é um dos últimos exemplares de castelos-fortes no país.
A sua construção foi iniciada no século XIII, sendo inteiramente reformado entre o final do século XV e o início do século XVI pelo barão Bérenger de Roquefeuil, que lhe acrescentou todos os aperfeiçoamentos defensivos então em uso à época em termos de arquitectura militar. A estrutura estende-se por uma superfície de 7.500 m², constituíndo-se em um verdadeiro catálogo ilustrativo das técnicas de fortificação utilizadas do século XIII ao século XV, uma vez que, incorporou, a partir de 1480, as últimas inovações defensivas requeridas pela introdução da artilharia: formidáveis barbacãs cobrem os acessos ao castelo; dezenas de canhoneiras situadas tanto nas torres como nas muralhas, câmaras de tiro abobadadas ao abrigo das balas adversas e permitindo fogo baixo e rasante, estruturas abobadadas que interditam toda a circulação ao fundo do grande fosso, terraços de artilharia dispostos em patamares, situados junto ao corpo do lugar, que constituem recintos sucessivos a forçar, ordenamento - para fins defensivos - de uma gruta natural situada sob a elevação rochosa, etc. Aquando da sua conclusão, cerca de 1510, parecia contudo obsoleto no seu espartilho de pedra, austero e guerreiro. Com efeito, nessa época do início do Renascimento, as grandes famílias nobres, assim como o Rei e os seus parentes, começavam a construir os primeiros Palácios do Loire e, por todo o reino, numerosas fortificações medievais da pequena e média aristocracia, mesmo que conservando alguns dispositivos defensivos, iam, pouco a pouco, sendo transformadas em agradáveis residências, através do abatimento de uma parte das torres e das muralhas e da abertura à luz e ao campo.
Actualmente, o Château de Bonaguil encontra-se num notável estado de conservação. Nunca sofreu ataques e foi habitado até à Revolução Francesa.

## História

### Origens do nome
O nome "Bonaguil" significa bonne aiguille (boa agulha) e designa o local defensivo: um promontório rochoso e escarpado de calcário urgoniano, perfeitamente conveniente à instalação de um castelo-forte.

### As primeiras construções
Um primitivo castelo foi construído em Bonaguil na segunda metade do século XIII (entre 1259 e 1271, segundo Jacques Gardelle), sobre uma elevação rochosa, provavelmente por Arnaud La Tour, de Fumel. A única entrada da torre de menagem, construída sobre uma gruta natural, era uma porta a seis metros de altura, à qual se acedia por uma escada.
A primeira menção documental ao castelo encontra-se numa carta datada de 1271, que cataloga os bens do Rei da França, Filipe III, o Bravo. Nessa época, Bonaguil era um senhorio vassalo do feudo de Tournon e os edifícios do castelo limitavam-se a uma torre de menagem de planta poligonal alongada e a uma residência rectangular situada a oeste da torre, para lá de um estreito pátio interior, com algumas dezenas de metros de largura. A forma particularmente oblonga (três vezes mais longa que larga, assim como as suas extremidades afiladas) da torre de menagem foi estritamente ditada pelas dimensões e forma do suporte rochoso (calcário campano-urgoniano) sobre o qual se eleva. A ponta norte da torre de menagem, cuja alvenaria com uma espessura de mais de três metros forma um ângulo de cerca de 65º, está dirigida para o lado de ataque mais provável: a estreita crista situada imediatamente a norte da fortaleza.
No pátio do castelo, o alargamento e escavação natural de uma diaclase (falha vertical natural na rocha calcária) permitiram furar um poço com uma profundidade de 48 metros e um diâmetro de 2 metros. Desde o início da sua existência a fortificação tem, portanto, acesso a água.
Os senhores do castelo combateram pelo partido do Rei de Inglaterra durante a Guerra dos Cem Anos. Nesse contexto, o castelo foi tomado várias vezes, incendiado e abandonado, embora se tenha mantido sempre na posse da família de Fumel.
No dia 11 de Novembro de 1380, Jean de Fumel-Pujols, barão de Blanquefort e senhor do castelo, desposou a herdeira da poderosa família languedocence dos Roquefeuil (Casa de de Roquefeuil-Blanquefort), Jeanne Catherine de Roquefeuil, e abandonou o seu sobrenome, trocando-o pelo mais prestigioso da sua esposa. António, o filho de ambos, herdou os importantes bens das duas famílias. O filho deste último, Jean de Roquefeuil, desposou Isabeau de Peyre. O casal teve nove filhos, entre os quais Béranger, que nasceu em 1448. Jean e e sua esposa residiram esporadicamente em Bonaguil (a exemplo de todos os nobres que possuiam vários castelos), o que o incitou a realizar alguns reordenamentos no interior da austera fortaleza dos seus ancestrais.

### A campanha construtiva de Jean de Roquefeuil

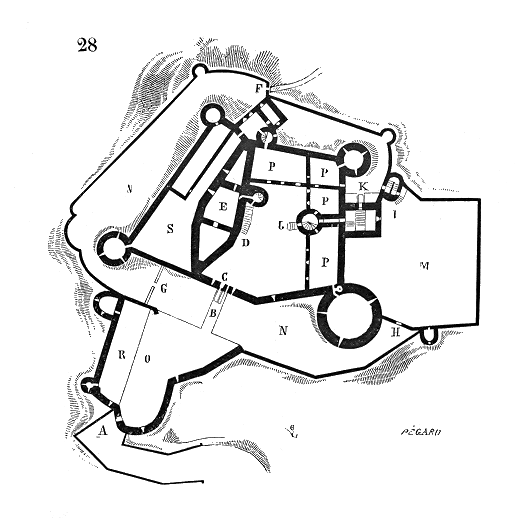
Château de Bonaguil, França: planta por Eugène Viollet-le-Duc (o norte fica para baixo).

Jean de Roquefeuil, que enviou o seu filho António a participar na Guerra da Liga do Bem Público contra o Rei, procedeu a algumas melhorias no castelo, tanto defensivas como de conforto:
- As paredes da residência a oeste do pátio interior foram elevadas (este, na planta ao lado) com o fim de acrescentar um andar suplementar.
- Uma escada à vista foi reinstalada num novo torreão "hors d’œuvre" (de entrada) encostado contra o flanco oeste da torre de menagem, o que aumentou o espaço disponível no interior desta. O acesso à torre de menagem passou a efectuar-se, doravante, a partir do pátio, através de um lanço de escadas rectilíneas com uma boa vintena de degraus que conduziam a uma porta aberta na base do torreão escadaria. Esta porta era defendida por uma ponte levadiça pedonal e algumas pequenas canhoneiras de tiro rasante.

### A campanha construtiva de Béranger de Roquefeuil
Dos quatro varões - entre os nove filhos de Jean - foi o terceiro, Bérenger de Roquefeuil, apelidado "Bringon", que sobreviveu aos demais e herdou, em 1483, os bens dos seus pais. Anteriormente, Béranger havia frequentado a Corte de Luís XI de França, onde o seu pai o fizera entrar, provavelmente, como pagem. Em 1477, Béranger casou com Anne Guesrine du Tournel, no Real Château d'Amboise. Pertencia, sem dúvida, ao círculo de personagens da Corte próximas de Luis XI, pois este último, conhecido pela sua avareza, concedeu-lhe uma confortável pensão. Regressado da Corte após a morte do seu pai, Béranger de Roquefeuil viveu alguns anos entre a sua herdade de Castelnau-Montratier, situada a uma trintena de quilómetros e um dos seus outros castelos, em Blanquefort. Possuía, agora, uma vintena de castelos e quase trinta baronias (dito pelo próprio, alguns anos mais tarde, numa carta endereçada a Luis XII). Foi cerca de 1495 que Bérenger se instalou em Bonaguil, do qual fez a sua residência principal depois de ter procedido, uma dezena de anos antes, a importantes trabalhos que transformaram, aumentaram e reforçaram consideravelmente a velha fortaleza dos seus pais.
Os consideráveis trabalhos de defesa do castelo encontram, provavelmente, a sua fonte nas disputas entre o senhor de Bonaguil e o soberano, Carlos VIII de França, que o condena pela violência manifestada contra os seus servos e vassalos. Esboça-se assim um primeiro retrato psicológico de Béranger: era um poderoso e rico Barão, zeloso das suas prerrogativas senhoriais herdadas desde o tempo dos seus ancestrais, de carácter pouco fácil, orgulhoso em excesso (escreveu "... não temer as tropas do Rei de França se fôr desejo deste tomar assento frente a Bonaguil"). Mas por estes supostos traços do seu carácter, Béranger de Roquefeuil pouco se destingue da maior parte dos grandes senhores do final do século XV, cujo orgulho, independência e, sem dúvida, arrogância só viriam a ser reduzidos cento e trinta anos mais tarde, por Richelieu.
Béranger de Roquefeuil financiou os importantes trabalhos, que duraram trinta anos, graças à fortuna dos Roquefeuil, que possuiam terras da Gironda ao Golfo do Leão.

#### A primeira cerca

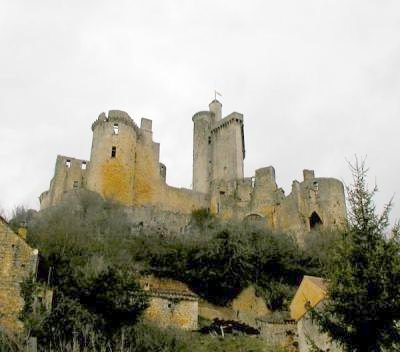
Château de Bonaguil, França.

O principal perigo para as fortificações, no final do século XV, vinha dos progressos da artilharia. Esta, nascida mais de um século antes, não cessou de se aperfeiçoar, tanto em poder como em precisão e regularidade de tiro. Para prevenir, era necessário manter os canhões dos assaltantes o mais afastados possível, tendo em conta que estes, no final do século XV, deviam, para ser eficazes, ficar colocados em bateria a uma distância compreendida entre 50 e 100 metros das muralhas a destruir. Mais afastados, o seu tiro perdia potência e mais próximos, os soldados que colocavam as balas expunham-se perigosamente à resposta dos defensores. Tendo em conta estes imperativos técnicos, foi acrescentado ao castelo um recinto externo, com 350 metros de comprimento, constituído por muralhas baixas com baluartes (continham no seu interior uma massa de terra que formava um terraço defensivo na sua parte superior). Este sistema, permitia amortecer parcialmente, graças às grandes massas de terra, as vibrações destruidoras do impacto das balas contra a alvenaria. Este recinto externo de Bonaguil foi reforçado com torres baixas que não ultrapassavam o nível dos baluartes e equipado com canhões de tiro rasante, o que constituía a segunda inovação desta campanha construtiva: a previsão do emprego maciço da artilharia para a defesa do castelo, com um total de 104 vãos preparados para as bocas de fogo.
Tinham-se, por isso, em conta os últimos progresssos do armamento: por um lado afastava-se o tiro dos assaltantes, obrigando-os a posicionar os seus canhões bem mais longe do que desejariam e, por outro, dificultava-se a aproximação da infantaria devido aos múltiplos canhões que disparavam quase rasando o solo em todas as direcções. Por fim, os canhões de grande calibre da defesa eram instalados de preferência num ponto elevado, fosse nos terraços dos baluartes que cercavam o castelo, fosse nas casamatas situadas a meia altura das torres, isto a fim de bater as posições dos assaltantes ao longe. Bonaguil oferecia, portanto, níveis de defesa dispostos em andares, uma técnica que perduraria por vários séculos: os tiros remotos (tiros curvos, ditos "parabólicos")  eram efectuados a partir das partes altas da fortaleza e os tiros de interdição de aproximação (tiros tensos e rasantes) disparados a partir das partes baixas. Estas múltiplas possibilidades de utilização da artilharia com fins defensivos eram reforçadas pelo recurso às armas individuais portáteis, tanto de arremesso (arcos e bestas que serviram até ao século XVI), como de fogo (arcabuzes), todas perfeitamente utilizáveis a partir das antigas seteiras dos séculos XIII e XIV, cuja designação foi conservada.
A elevação sobre a qual se ergue o castelo estava isolada do planalto por um largo e profundo fosso escavado na rocha. Uma imponente barbacã erguia-se como uma obra avançada para além do fosso, sobre o rebordo exterior deste, chamada de "contra-escarpa". Esta colossal peça controlava o único acesso à fortaleza. Podia também funcionar como controle em períodos de insegurança, deixando entrar para a barbacã os visitantes suspeitos e subindo depois a ponte levadiça exterior atás deles. Depois de controlada a sua identidade, baixava-se uma das duas pontes levadiças que davam acessso ao castelo. A forma arredondada desta barbacã, assim como os seus muros com uma espessura de quatro metros, servia de escudo protector para a face norte do castelo, a mais vulnerável devido ao ligeiro domínio pela crista situada a norte. Esta obra exterior era rodeada pelo seu próprio fosso, com uma largura de quatro metros e uma profundidade de cinco. O papel desta barbacã não era apenas passivo: a espessura dos seus muros conferia-lhe funções de sólido escudo; também se defendia activamente através das inúmeras canhoneiras que interditavam o inimigo ao aproximar-se. O plano de tiro das suas entradas não possibilitava a subsistência de qualquer ângulo morto. Sobre o flanco este da barbacã, do lado da sua porta, duas torres permitiam disparar tiros laterais enquanto que sobre o seu flanco oeste esta função era mantida por uma ala saliente da muralha. A porta da barbacã ficava situada no seu flanco este, o qual dominava o abismo, um ponto adormecido, não rectilíneo por formar um cotovelo de noventa graus para a direita, que cruzava o fosso da barbacã e terminava, frente à muralha desta, numa ponte levadiça. A viragem formada por esta ponte fixa tornava muito difícil, ou até mesmo impossível, a utilização de um aríete com o fim de destroçar a porta. Além disso, a sua posição num flanco da barbacã não visível ("desfiladeiro") aos olhos dos assaltantes, impedia-os de a destruir pela ineficácia dos canhões e pela falta do aríete. A barbacã estava ligada ao castelo por duas pontes que cruzavam o grande fosso. Estas pontes estavam pousadas sobre pilhas com a altura de dez metros (ou seja, a profundidade do fosso). A primeira ponte, com uma largura de cerca de 2,50 metros, levava ao pátio do palácio residencial. A outra, mais estreita e paralela à primeira, ficava situada uma dezena de metros à sua direita. Dava acesso a um pátio baixo e a edifícios de serviço situados junto à torre de menagem, ligeiramente abaixo do castelo. Estas duas pontes lançadas sobre o grande fosso terminavam num espaço com a largura de quatro metros, o qual só podia ser alcançado quando a ponte levadiça fosse descida. A ponte levadiça de acesso ao palácio residencial era dupla: uma pequena, bastante estreita, da largura de uma passarela, levava a uma porta pedonal, enquanto que a mais larga servia para a entrada das carruagens. Para o acesso às áreas de serviço existia uma única ponte de largura intermédia.
Sempre com o objectivo de não deixar qualquer espaço ao abrigo dos tiros da defesa, foi colocada uma pequena divisão no fundo do grande fosso, junto à escarpa rochosa. Esta pequena obra era uma casamata baixa, coberta por um tecto com ladrilhos e pedra que repousavam sobre uma sólida abóbada. A única forma de aceder a esta divisão era através de uma gruta natural prolongada por um corredor que se abria na escarpa rochosa a sul do castelo, passando sob este de lado a lado. Esta casamata era uma obra militar típica da segunda metade do século XV. Ficava situada no fundo do fosso, contando com cinco canhoneiras. Estava totalmente protegida dos tiros de canhão dos assaltantes, permitindo efectuar tiros rasantes no fosso e interditando os assaltantes que tentassem descer e utilizar o fosso como via de progressão (estas casamatas subsistiram, sob a designação de "refúgio" e numa variante modernizada, até às fortificações do início do século XX). Outras canhoneiras, situadas nas partes baixas das torres, vieram reforçar a acção defensiva da casamata. Um singular posto de tiro de defesa ao fosso foi, igualmente, colocado no interior da pilha que suportava a ponte de acesso ao pátio baixo. Esta pilha em alvenaria, com a altura de uma dezena de metros e uma secção quadrada de dois metros por dois, era oca em oito décimos da sua altura. No alto da pilha e no meio da passagem, ficava um alçapão que cobria um buraco pelo qual se descia através de uma escada. Ao fundo deste poço estreito e com uma profundidade de mais de oito metros, perfurações nas paredes da pilha permitiam dar tiros rasantes directamente no interior do fosso. No entanto, dada a exiguidade deste pequeno posto de tiro, somente um homem de cada vez poderia servir-se dele e munido unicamente por uma arma individual (arcabuz ou besta).
Por fim, foram arranjadas alamedas em socalcos sobre os flancos este, sul e oeste do castelo. Estas alamedas foram reforçadas por torres baixas com casamatas. A alameda arredondada que contornava o ângulo sudeste do castelo encerrava um longo corredor semicircular, o qual dispunha de oito canhoneiras que colocam sob os seus fogos as inclinações este, sul e norte. Este corredor-casamata foi coberto por uma abóbada notável. Descia-se por uma rampa colocada numa das suas extremidades a qual, assim disposta, permitia um acesso fácil para o transporte de canhões de pequeno calibre. Na outra extremidade, uma escada à vista conduzia à proximidade da gruta-corredor e à divisão do grande fosso norte. A alameda implantada no ângulo sudoeste comunicava com o exterior por meio de uma passagem em chicana colocada dentro dum torreão baixo, o qual era coberto por um tecto de lousa. De aparência anódina, banal, o acesso realizado dentro deste torreão é, na verdade, uma temível armadilha: continha duas espessas portas para forçar, uma para penetrar na estrutura e a outra para voltar a sair. Entre estes dois encerramentos ficava um estreito corredor em zig-zag interrompido por uma porta intermédia, ela própria tomada sob os tiros de uma seteira interior.

#### O segundo sistema de defesa
As alamedas e a barbacã destinavam-se simplesmente a afastar os assaltantes do coração do castelo, constituido pela parte residencial. Esta parte nobre foi igualmente reforçada. Foram construídas seis torres, quatro circulares de ângulo e duas outras torres a meio das muralhas, uma quadrada, a oeste e a outra redonda, a sul (de importância militar secundária, tanto que actualmente está dentro dos apartamentos construídos no século XVIII). As torres estavam muito salientes em relação ao recinto, o que permitia um melhor flanqueamento deste. A mais interessante das torres construída por Béranger de Roquefeuil situa-se no ângulo Noroeste do castelo, na extremidade do grande fosso da entrada. Trata-se de um enorme cilindro com mais de catorze metros de diâmetro, uma altura de trinta e cuja espessura dos muros ultrapassa os quatro metros na base. Contém sete andares, dos quais os três mais baixos possuem canhoneiras, embora os quatro superiores, não estando destinados à defesa, fossem iluminados por magníficas janelas com pilares cruzados. O alto desta notável torre (uma das mais belas torres medievais da França) é coroado por um caminho de ronda com balcões suportados por mísulas do tipo bretão (em pirâmides invertidas, com quatro ou cinco ressaltos).
Estas altas torres serviam, como nos castelos medievais primitivos, para proteger as muralhas, graças aos avanços no terreno que elas constituíam.

### Os séculos XVI a XVIII

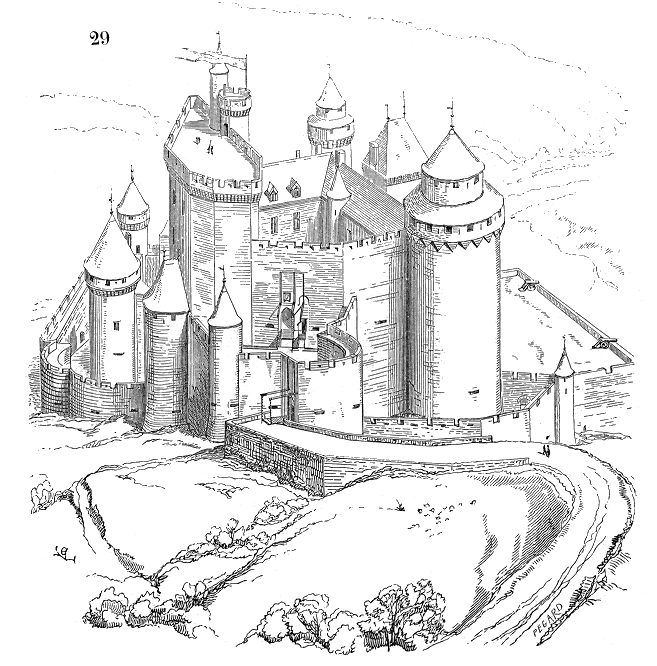
Château de Bonaguil, França: ilustração por Viollet-le-Duc.

Quando Bérenger faleceu, em 1530, com a extraordinária idade (para a época) de 82 anos, o Château de Bonaguil, com as suas altas torres e espessas muralhas, já não estava adaptado às novas técnicas militares da primeira metade do século XVI. Durante esse intervalo de tempo, os canhões sofreram progressos consideráveis: atiravam cada vez mais longe e com mais força. Começava-se, então, a construir fortes enterrados e, apenas dez anos mais tarde, surgiam as primeiras fortificações bastionadas na Itália. Apesar dessas fragilidades, Bonaguil permanecia, para a época, como uma fortaleza imponente, que certamente não se oporia por muito tempo a um exército bem organizado e equipado, mas que manteria em respeito durante muito tempo ante uma tropa pouco numerosa e mal preparada.
Carlos, o filho de Béranger de Roquefeuil, dilapidou a fortuna do seu pai (ao que parece devido à sua bela esposa, Blanche de Lettes), tendo os seus filhos Honorato e António, herdado uma fortuna muito diminuída. Durante as Guerras da religião francesas, os dois irmãos combateram em campos opostos, tendo o castelo sido tomado em 1563. Um primeiro restauro teve lugar em 1572. Endividado, António teve que entregar, em 1618, a fortaleza ao Senhor de Pardhaillan, antes de poder voltar a comprá-la alguns anos mais tarde.
O filho de António, António-Alexandre, era Marquês, mas deixou à sua única filha, Marie-Gilberte, um castelo em mau estado e os cofres vazios. A herdeira, casada desde a morte do seu pai, ocorrida a 9 de Julho de 1639 (quando tinha treze anos) com o Marquês de Coligny-Saligny, tenente dos guardas da Rainha, consagra-se à melhoria e conservação do castelo. Voltou a casar-se em 1655 com Claude-Yves de Tourzel, Marquês d’Allègre, de quem teve uma filha que, por sua vez, se casaria com Seignelay, ministro pertencente à família de Colbert.
François de Roquefeuil, um parente afastado que tinha alguns direitos sobre o castelo, tomou posse da propriedade em 1656, onde permaneceu por mais de um ano, retirando-se de  Bonaguil somente depois de tê-lo pilhado. Marie-Gilberte viveu em Paris os últimos anos da sua vida, deixando ao abandono o Château de Bonaguil até à sua morte, em 1699. O castelo passou de seguida para os Montpeyroux: primeiro François-Gaspard de Montpeyroux que, sendo militar, raramente o habitou e depois a sua irmã, que o vendeu em 1719 a Jean-Antoine de Pechpeyrou-Beaucaire. Os filhos deste venderam o castelo a Marguerite de Fumel, viúva de Emmanuel de Giversac, em 1761, que providenciou algumas obras de conforto.

### A campanha construtiva do século XVIII
Marguerite de Fumel residiu com regularidade no Château de Bonaguil. Por essa razão, mandou arranjar o castelo (especialmente o edifício que aparece legendado na planta acima com a letra "P"), transformando-o num verdadeiro palácio fortificado, onde daria festas. Nessa época, o baluarte a oeste do castelo foi aumentado e arranjado e um grande terraço deu lugar a um lugar de passeio e de encanto. Foram construídos novos apartamentos a sul, fora do recinto interior, beneficiando assim de uma melhor exposição. As sete pontes-levadiças foram transformadas em pontes-dormentes. Uma parte dos baluartes foi abatida com o objectivo de permitir a vista sobre o vale.

### Da Revolução Francesa aos nossos dias
Em 1788, o Château de Bonaguil foi herdado pelo sobrinho de Marguerite de Fumel, Joseph-Louis de Fumel. Este viu-se obrigado a fugir para o estrangeiro depois da Revolução Francesa ocorrida em Outubro de 1789, tendo o edifício sido considerado um "bem da Nação". Todo o mobiliário foi dispersado, os tectos, pavimentos e apainelamentos desmontados. Quando, depois de Termidor, os Fumel recuperaram o castelo, não voltaram a habitá-lo e acabaram por vendê-lo.
Passou de mão em mão até que foi comprado, em 1860, pela comuna de Fumel, que obteve a sua classificação como Monumento Histórico da França (1862), e procedeu a alguns trabalhos de restauro confiados a B. Cavailler em 1868 e ao arquitecto local A. Gilles em 1876. O arquitecto dos Monumentos Históricos restaurou a torre de menagem entre 1882 e 1886. Outras reparações pontuais tiveram lugar de 1898 a 1900, tendo a cobertura de lousa da vigia da torre de menagem sido refeita nesse último ano. Em 1956 foram efectuadas obras de recuperação na torre de menagem. Outros trabalhos de restauro foram efectuados em 1948-1950, 1977 e 1985.